# Erik Tierolf
Erik Tierolf (Renesse, 8 september 1963) is een Nederlands kunstschilder. 

## Leven en Werk
In 1987 studeerde Tierolf af aan de AKI Art & Design Enschede ArtEZ (voorheen 'Academie voor Kunst en Industrie') te Enschede. Hij maakt sinds 1991 realistische kunstwerken, voornamelijk schilderijen met Olieverf op doek. In zijn werken neemt Tierolf de kijker mee naar een wereld die lijkt op de onze, maar toch anders is. Een wereld waarin hij realiteit en fantasie vermengt, en het onwaarschijnlijke geloofwaardig verbeeldt.
Tierolf woont en werkt sinds 1997 in Bergen, Noord-Holland. Zijn geboortedorp Renesse en zijn huidige woonplaats lijken in veel opzichten op elkaar; beide vlak bij de zee, dicht bij het bos, maar ook dicht bij het open landschap. De zee en het water zijn een inspiratiebron en spelen een grote rol in zijn creaties. Tierolf is lid van de Nederlandse Vereniging van Zeeschilders.
Naast schilderijen van klein formaat maakt Tierolf ook monumentale werken. Motoren, auto’s en industrieel erfgoed zijn het decor voor scenes die tot de verbeelding spreken en de fantasie van de kijker prikkelen. Hij componeert zijn schilderijen met veel geduld en liefde voor details. De zeggingskracht in zijn werk ligt in zijn keuze van de voorstelling die hij op het doek zet. Op het oog mooie, realistische beelden die pas op het tweede gezicht door de vervreemde elementen het bestaan van een diepere betekenis prijsgeven. Met zijn werk levert Tierolf commentaar op allerlei aspecten van het bestaan.

## Exposities (selectie)
De werken van Erik Tierolf worden regelmatig tentoongesteld in galerieën, musea en kunstevenementen in binnen- en buitenland.
- DeelenArt Gallery, Rotterdam
- Galerie Mokum, Amsterdam
- Galeria d’art Zero, Barcelona
- Sotheby’s Art link Young art 2001, New York[1]
- Elizabeth Foundation for the arts, New York
- KunstRAI, Amsterdam
- Stedelijk Museum in Amsterdam
- New Dutch Realism, Evansville museum, Evansville
- Gemeentelijk Museum Katwijk
- Gemeentelijk Museum Alkmaar
- Art Classica, Buenos Aires
- Galerie Ulrich Gering, Frankfurt
- Galleri Sulegaarden, Assens[2]

## Kunstenaarsbijdragen aan publicaties
Piet Vellekoop; Katwijk, stad aan de Noordzee: een geschiedenis. ISBN 9789080030466